# Republiken Benin (1967)
Republiken Benin, vid Beninbukten, namngavs efter staden Benin City, som även blev republikens huvudstad. Platsen var känd som Nigerias mellanvästra delstat till augusti 1967 när den ockuperades av Biafra, vars soldater fortsatte mot Lagos. Albert Nwazu Okonkwo, en igbo-läkare från mellanvästra Nigeria, installerades av Ojukwu som Biafras militära administratör över territoriet (17 augusti-19 september 1967).  När nigerianska soldater höll på att återta de mellanvästra delarna, utropades Republiken Benin klockan 07:00 den 19 september 1967. Okonkwo styrde som "guvernör".
Republiken fanns endast i ett dygn. Den 20 september 1967 försvann den, då nigerianska soldater återtog området. Det gör Republiken Benin till den till i särklass mest kortlivade statsbildningen i modern tid. Staten erkändes inte ens av sin "förälder" Biafra, framför allt då dess existens inte var lång. På grund av statens korta existens hann ingen form av egentlig regering eller annan administration etablera sig, de flesta statstjänstemännen som officiellt hann få sina poster i den tilltänkta regeringen, liksom civila igbo, följde Biafras soldater längsmed Nigerfloden när dessa drog sig tillbaka mot Biafra.